# Harry Roselmack

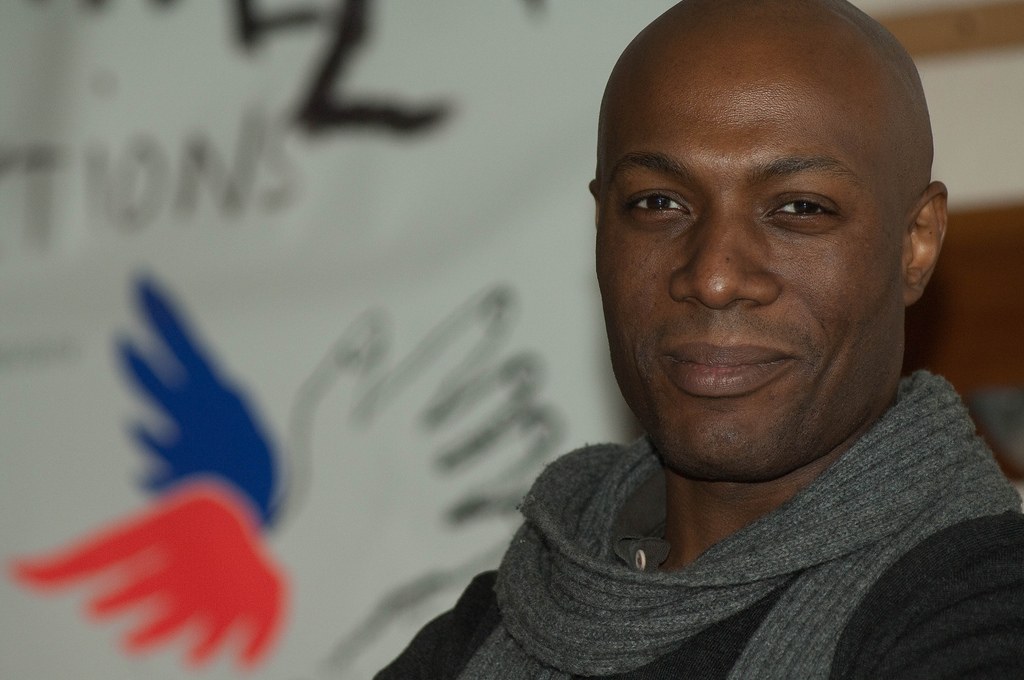
Harry Roselmack im März 2009 in Tours während einer Auktion zugunsten des Secours Populaire Français in einer Schule

Harry Roselmack (* 20. März 1973 in Tours) ist ein französischer Radio- und Fernsehjournalist mit martiniquanischer Abstammung.

## Leben
Harry Roselmack machte zunächst seinen Abschluss in Geschichte (DEUG) und Journalismus (DUT).
In dieser Zeit begann er, für einen lokalen Radiosender zu arbeiten. Dann schrieb er einige Sportartikel für die regionale Nachrichtenzeitung La Nouvelle République du Centre-Ouest. Im Jahr 2000 arbeitete Roselmack bei Radio France (France Bleu, France Info), bevor er zum Fernsehsender Canal+ wechselte.

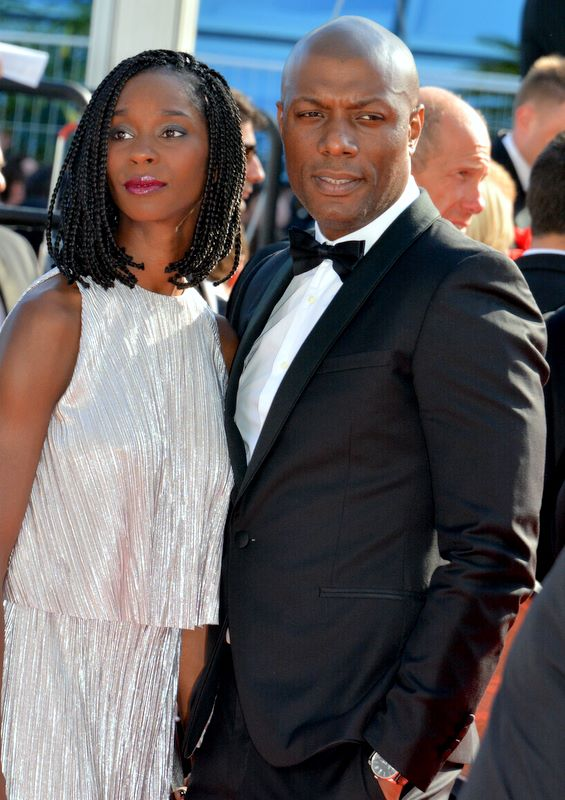
Harry Roselmack mit Begleitung in Cannes (2016)

Im Jahr 2006 wurde er vom französischen Fernsehsender TF1 zum offiziellen Sommer-Ersatz für Patrick Poivre d’Arvor, den Moderator der Abendnachrichten, ernannt. Er debütierte am 17. Juli 2006 auf TF1 und wurde der erste schwarze Nachrichtensprecher des Senders. In der ersten Sendung hatte er 8 Millionen Zuschauer.
Roselmacks Berufung in seine neue Funktion löste eine Reihe von Umbesetzungen zwischen den großen Sendern aus. Thomas Hugues, der diese Position seit vielen Jahren innehatte, verließ den Sender, gefolgt von seiner Frau Laurence Ferrari, die im Sommer offiziell die Nachfolge von Claire Chazal antrat. Mélissa Theuriau wurde die Stelle von Ferrari angeboten, die sie jedoch ablehnte und stattdessen zum Sender M6 (Métropole Télévision) wechselte. Schließlich stellte TF1 Anne-Sophie Lapix als Ferraris Nachfolgerin ein. Sie moderierte seitdem zusammen mit Roselmack die Sendung Sept à huit, die zuvor von Hugues und Ferrari moderiert wurde.
2007 veröffentlichte er unter dem Pseudonym H. J. Boungo einen Science-Fiction-Roman mit dem Titel Novilu.
Im Jahr 2014 sang er mit anderen Prominenten und Künstlern, darunter Alpha Blondy, Jocelyne Béroard und Admiral T, das von Serge Bilé geschriebene Lied On n’oublie pas. Die Aktion diente der Sammlung von Spenden für die Angehörigen der 152 martiniquanischen Opfer des Absturzes von West-Caribbean-Airways-Flug 708 am 16. August 2005.
Ebenfalls 2014 führte er bei seinem ersten Spielfilm Fractures Regie, der beim Chelsea Film Festival (CFF) 2017 eine lobende Erwähnung erhielt.
Am 14. Juli 2021 wurde er zum Ritter der Ehrenlegion ernannt. Roselmack nahm die Ehrung dankbar an, äußerte jedoch Unbehagen darüber, dass er sie erhalten habe, während Loïc Liber sie bisher nicht bekommen habe. Liber, wie Roselmack dunkelhäutig und von den Antillen stammend, war der einzige überlebende von vier Soldaten, die der islamistische Terrorist Mohammed Merah bei seiner Anschlagsserie in Midi-Pyrénées 2012 niederschoss. Liber ist seit dem Anschlag vom Hals an abwärts gelähmt.

## Filmografie
Als Filmemacher
| Jahr | Titel                          | Ausführend als | Ausführend als | Ausführend als | Hinweise                                                 |
| Jahr | Titel                          | Regisseur      | Drehbuch       | Produzent      | Hinweise                                                 |
| ---- | ------------------------------ | -------------- | -------------- | -------------- | -------------------------------------------------------- |
| 2014 | Le 13ème Homme                 |                |                | Ja             | Kurzfilm                                                 |
| 2015 | Petits boulots d'été, le rêve! |                |                | Ja             | Dokumentation                                            |
| 2015 | 7jours/7nuit à Courchevel      |                |                | Ja             | Dokumentation                                            |
| 2016 | Dans l'ombre de Teddy Riner    |                |                | Ja             | TV-Film-Dokumentation                                    |
| 2017 | Fractures                      | Ja             | Ja             | Ja             | Spielfilm Besondere Erwähnung beim Chelsea Film Festival |

## Literarische Werke
- (als H. J. Boungo:) Novilu. Éditions de Courcelles, Paris 2007, ISBN 978-2-916569-19-2.